# Socialistische Partij van Albanië

Logo van de Socialistische Partij van Albanië

De Socialistische Partij van Albanië (Albanees: Partia Socialiste e Shqipërisë), is een Albanese sociaaldemocratische partij.

## Geschiedenis
De PSSh is de opvolger van de communistische Albanese Partij van de Arbeid (Partia e Punës e Shqipërisë, PPSh). De PPSh was van 1945 tot 1990 de enige toegelaten partij in Albanië. In juni 1991, tijdens het Tiende Partijcongres van de PPSh werd besloten de partij op te heffen en te vervangen door een moderne sociaaldemocratische partij, de Socialistische Partij van Albanië (PSSh). De laatste communistische premier van Albanië, Fatos Nano, een hervormingsgezind politicus, werd tot de eerste voorzitter van de PSSh gekozen. Fatos Nano en de zijnen maakten een moderne, Westerse sociaaldemocratische partij van de PSSh. Nano zag hierbij de Britse Labour Party en de Franse Parti Socialiste als voorbeeld. De PSSh won de parlementsverkiezingen van 1991.
In 1992 leden de sociaaldemocraten bij de parlementsverkiezingen een verpletterende nederlaag en de Democratische Partij (Partia Demokratike e Shqipërisë) van president Sali Berisha kwam aan de macht.
Tijdens de jaren in de oppositie (1992-1997) verzette de PSSh zich af tegen het neoliberale beleid van president Sali Berisha. Ook het streven van Berisha om Albanië een plek te geven binnen de Islamitische wereld werd strikt afgewezen door de PSSh.
In 1997 kwam de PSSh, na de parlementsverkiezingen van dat jaar, weer terug in de regering. Fatos Nano werd premier. In 2001 verloor de PSSh haar meerderheid in de Volksvergadering van Albanië, maar kon blijven regeren. Bij de parlementsverkiezingen van 3 juli 2005 leed de PSSh zo'n grote verkiezingsnederlaag (van 73 naar 42 zetels) dat regeren niet meer tot de mogelijkheden behoorde. Sali Berisha, oud-president van Albanië, werd premier van een centrumrechtse coalitie.
Als gevolg van de verkiezingsnederlaag moest Fatos Nano het veld ruimen (1 september 2005) als voorzitter van de PSSh. Na een kort interim van Gramoz Ruçi, werd Edi Rama, de burgemeester van Tirana (hoofdstad van Albanië) voorzitter van de PSSh.

## Ideologie en achterban
De PSSh is een sociaaldemocratische partij. De partij streeft naar een zo'n klein mogelijk kloof tussen arm en rijk. Oud-communisten spelen, sinds het aftreden van Fatos Nano als partijvoorzitter in september 2005, geen rol meer van betekenis binnen de partij. De huidige voorzitter van de PSSh, Edi Rama, burgemeester van Tirana, nam aan het begin van de jaren 90 als dissident deel aan de opstanden die het einde van de communistische eenpartijstaat maakten.
De achterban van de PSSh bestaat vooral uit Albanees-orthodoxe christenen en sjiitische moslims (leden van de Betashi-orde), terwijl de achterban van de andere grote Albanese partij, de Democratische Partij van Sali Berisha vooral uit soennitische moslims en rooms-katholieken bestaat. Deze scheidslijnen zijn natuurlijk niet absoluut. Het feit dat personen van minderheidsgodsdiensten (orthodoxen en sjiieten) de partij steunen heeft voornamelijk te maken met het feit dat men bang is voor een "soennitische overheersing".
De PSSh is lid van de Socialistische Internationale.

## Partijkrant
De partijkrant van de PSSh is Zëri i Popullit ("Stem van het Volk"). Deze krant was eertijds het leidende orgaan van de communistische Albanese Partij van de Arbeid (PPSh).

## Verkiezingsresultaten PSSh1991- heden
| 1991 | 169 | 250 |
| 1992 | 38  | 140 |
| 1996 | 10  | 140 |
| 1997 | 101 | 155 |
| 2001 | 73  | 140 |
| 2005 | 42  | 140 |
| 2009 | 65  | 140 |
| 2013 | 65  | 140 |
| 2017 | 74  | 140 |
| 2021 | 74  | 140 |
| 2025 | 82  | 140 |

## Lijst van voorzitters van de PSSh
| Persoon              | Periode     |
| -------------------- | ----------- |
| Fatos Nano           | 1991 - 1999 |
| Pandeli Majko (a.i.) | 1999        |
| Fatos Nano           | 1999 - 2005 |
| Gramoz Ruçi (1.i.)   | 2005        |
| Edi Rama             | sinds 2005  |

## Lijst van secretarissen-generaal van de PSSh
| Persoon        | Periode     |
| -------------- | ----------- |
| Gramoz Ruçi    | 1991 - 1996 |
| Rexhep Meidani | 1996 - 1997 |
| Pandeli Majko  | 1997 - 1999 |
| Gramoz Ruçi    | 1999 - 2005 |
| Pandeli Majko  | sinds 2005  |